# 中国工农红军第三十五军
中国工农红军第三十五军，简称红三十五军，是中国工农红军红一方面军的一支地方部队。
1930年10月，赣南特委的寻乌、于都等县的地方农民武装合编而成红三十五军，军长罗贵波、政治委员邱达三，副军长曾毅生、政治部主任谢嘉喜。1930年11月，军长改为红四军派出的参加了南昌起义的黄埔二期邓毅刚，罗贵波改任军政。下辖三个师。1931年1月赣南行动委员会发动的响应富田事变、反对毛泽东的“信丰事件”中红三十五军坚决支持毛泽东，尤其是赣南籍的军政委罗贵波与红四军红二十八团出身的湖南籍黄埔二期的军长邓毅刚态度一致，行动坚决，扣押了发动“信丰事件”的赣南行委负责人。
1931年9月，红三十五军改编为红军独立第三师。师长邓毅刚，政委罗贵波。1932年秋，与红军独立第六师合编为红二十一军。